# Carbone primaire
| Carbone primaire                                                     |
| -------------------------------------------------------------------- |
|                                                                      |
| Structure du propane (les carbones primaires sont indiqués en rouge) |

Un carbone primaire est un atome de carbone lié à un seul autre atome de carbone. C'est la raison pour laquelle on ne peut les trouver qu'aux extrémités des chaînes carbonées. Dans les alcanes, trois atomes d'hydrogène sont liés aux atomes de carbone primaires. Si par exemple l'un de ces atomes d'hydrogène est remplacé par un groupe hydroxyle, on obtient un alcool primaire.
|                                          | Carbone primaire | Carbone secondaire | Carbone tertiaire | Carbone quaternaire |
| Structure générale (R = Groupe organyle) | frameless=1.0    | frameless=1.0      | frameless=1.0     | frameless=1.0       |
| Structure partielle Formule structurale  | frameless=1.0    | frameless=1.0      | frameless=1.0     | frameless=1.0       |